# 교향곡 5번 (베토벤)
《교향곡 5번 다단조, 작품 번호 67》은 루트비히 판 베토벤의 다섯 번째 교향곡이다. 베토벤 음악 중에서 가장 유명한 베토벤 음악 중 하나이다. 동양권에서는 보통 《운명》 혹은 《운명 교향곡》이라는 부제로 알려진다. 서양권에서는 《교향곡 5번》 혹은 《다단조 교향곡》으로만 통하고 있었으나, 최근에는 동양권처럼 《운명》이라는 부제가 자주 쓰이기 시작하는 추세이다. 굳이 "운명"을 언급하지 않아도 이 작품을 듣고 있으면 가혹한 운명과 싸워 "그 운명의 목을 조르는"(파울 베커) 베토벤의 모습이 역력하게 떠오르기 때문이다.

## 개요
로맹 롤랑에 의해 일컬어지는 이른바 베토벤의 "걸작의 숲"의 일각을 이루고 있는 작품이다. 베토벤의 작품 중에서도 형식미, 구성력 면에서 가장 높은 평가를 받았으며, 작곡가의 창작 활동의 정점 중 하나로 여겨지고 있다. 베토벤의 음악 중에서도 가장 치밀하게 설계된 작품이며, 그 주제 전개의 기법이나 "암흑에서 광명으로"라는 드라마틱한 악곡의 구성은 후세의 작곡가들에게 모범이 되었다. 한편, 베토벤의 다른 작품 가운데 《피아노 소나타 23번 "열정"》 등이 주제나 구성 면으로 볼 때, 관련된 작품으로 여겨진다.

## 작곡 경위
《교향곡 3번 "영웅"》이 완성된 직후인 1804년경 스케치가 개시되었으나, 베토벤은 먼저 《교향곡 4번》을 완성하는 것에 우선을 두었고, 이 《교향곡 5번》은 좀 더 정성을 들여 데우기로 하는 마음을 갖고 있었다. 이 밖에 오페라 《피델리오》, 《피아노 소나타 23번 "열정"》, 《현악 사중주 "라즈몹스키"》, 《바이올린 협주곡》, 《피아노 협주곡 4번》 등을 작곡한 후 1807년에서 1808년에 걸쳐 《교향곡 6번 "전원"》과 함께 병행해 작곡했다. 낭만주의적 표제 음악의 선구로 불리는 《교향곡 6번 "전원"》과는 대조적으로 《교향곡 5번 "운명"》에서는 극한까지 절대음악의 가능성을 추구하고 있다.

## 초연

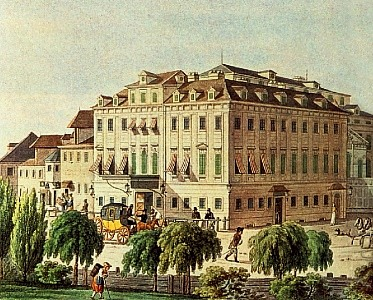
이 악곡의 초연 회장이었던 테아터 안 데어 빈

이 작품은 오스트리아 제국의 수도인 빈 시내의 빈 강 곁에 있는 테아터 안 데어 빈에서의 1808년 12월 22일 저녁 아카데미(Akademie. 당시에는 연주회를 Akademie라고 했다)에서 베토벤이 자신의 몇 가지 새 작품들을 모두 자신의 지휘로 선 보일 당시에 함께 초연되었다. 음악 연주회 역사상으로도 손꼽을 유명한 이 아카데미는, 현대에는 상상할 수 없을 정도로 긴 연주시간(4시간 이상)을 기록했다.
첫 번째 부분:
1. 교향곡 6번 바장조, 작품번호 68 "전원"
2. 콘서트 아리아: 아, 못 믿을 이여, 작품번호 65
3. 미사곡 다장조, 작품번호 86 중 Gloria 악장
4. 피아노 협주곡 4번 사장조, 작품번호 58(베토벤이 협연 및 지휘)

두 번째 부분:
1. 교향곡 5번 다단조, 작품번호 67 "운명"
2. 미사곡 다장조, 작품번호 86 중 Sanctus 악장, Benedictus 악장
3. 피아노 독주를 위한 환상곡(베토벤의 즉흥곡으로 이후 작품번호 77이 됨)
4. 합창 환상곡 다단조, 작품번호 80(베토벤이 협연 및 지휘)

그러나 이 초연은 환경과 조건이 이상적이지 않았으며, 결과적으로 실패로 끝났다. 연주회 전의 리허설은 1회 만이 있을 뿐이었다. 당시의 "아카데미"에 관한 기록에 따르면, "당일 난방도 없는 극장에서 소수의 관객이 추위에 떨며 연주를 듣고 있었다"라고 되어 있다. 하지만 1년 반 뒤에 이루어진 또 다른 연주회에서는 열광적인 호응과 찬사를 받았다. 곧, 이 교향곡이 연주회의 초점이 되었다. 1810년에 E. T. A 호프만은 일반음악신문에서 극적인 이미지로 이 음악에 관하여 설명했다: 
... 섬광이 밤의 어두움을 뚫고 발사되고, 우리는 앞뒤로 흔들리며 우리에게로 점점 가까이 다가 오는 거대한 그림자를 인식하게 된다. 이 거대한 그림자는 무한한 갈망의 고통을 제외하고 우리 안의 모든 감정들을 파괴한다. 이 무한한 갈망의 고통 속에서 모든 욕망들이 환희의 소리로 솟구쳐 올랐다가 다시 가라앉고 사라진다. 이 고통 속에서 사랑, 희망, 기쁨이 파괴되지 않고 타버린다. 우리의 가슴을 모든 열정의 꽉 찬 합창의 외침으로 터트리겠다고 협박하는 이 고통 속에서만 우리는 무아지경의 몽상가들로서 살아간다 ... 
... 베토벤은 음악의 낭만주의를 가졌고, 이것을 그의 영혼 깊은 곳에, 자신의 작품에서 독창성과 권위를 가지고 표현한다. 평자는 현재 이 교향곡에서보다 이것을 더 격심하게 느낀 적이 없다. 이 교향곡은 베토벤의 낭만주의를 펼쳐서 그의 어떤 다른 작품보다도 더 영구히 정상까지 올라갔다. 그리고 무한의 놀라운 영혼의 영역 속으로 청자를 저항할 수 없게 휘몰아 간다 ...
... 고통과 위험의 생각을 불러일으키는 어떤 것이든지, 무서운 어떤 것이든지 혹은 무서운 대상과 관련되어 있는 어떤 것이든지, 공포와 유사한 방식으로 작용하는 것은 무엇이든지 숭고의 원천이다. 즉, 이것은 마음이 느낄 수 있는 가장 강렬한 감정을 만들어 낸다. 위험과 고통이 너무 가까이 다가올 때 이 감정들은 어떤 즐거움도 주지 못하고 단순히 무섭다: 그러나 어느 정도의 거리에서, 일정한 제한이 있으면 그들도 우리가 매일 경험해 가면서 즐거운 것이 될 수 있다 ...

## 출판 및 헌정
악보는 브라이트코프 운트 헤트텔을 통해 출판되었다(1809년 4월 - 파트보, 1826년 3월 - 총보). 그리고 20세기 말까지 원전판 ~ 브라운 교정에 의한 브라이트코프 운트 헤르텔 신판, 델 마르 판, 귈케 판이 출판되었다. 악보의 초판은 1809년 4월에 브라이트코프 운트 헤르텔 사를 통해 파트보가 간행되었다. 헌정은 롭코비츠 공작과 라즈모프스키 백작에게 공동으로 이루어지고 있다. 동년 중의 증쇄에 있어서는 약간의 수정이 가해졌다. 1824년 3월에는 같은 브라이트코프 운트 헤르텔 사를 통해 총보가 간행되었다.
또한 20세기 말까지 원전판 ~ 브라운 교정에 의한 브라이트코프 운트 헤르텔 신판, 델 마르 판, 귈케 판이 출판되었다. 헨레에 의해 간행되고 있는 "신 베토벤 전집"에서는, 《교향곡 5번》과 《교향곡 6번》의 교정을 코지마 신이 담당하고 있었지만, 코지마는 1983년에 사망했다. 1996년에 한차례 발간이 예고되었으나 새로운 자료의 발견으로 재교정이 필요해 출판은 중단되었고, 오랫동안 《교향곡 5번》과 《교향곡 6번》은 교정자가 미정인 상태였으나 2007년에야 베토벤 연구소의 옌스 더프너에 의해 결정되었고, 2013년 말 《교향곡 5번》과 《교향곡 6번》이 "교향곡 제3권"으로 간행되었다. 헨레는 이 신판을 1악장만 무료 공개하고 있다.

## 악기 편성
베토벤은 《운명》에서 교향곡 사상 처음이라고 할 수 있는 피콜로, 콘트라바순, 트롬본을 도입하였다. 당시의 관현악에서 "희귀한 악기"였던 악기들이 마침내 관현악에서 정석을 차지하게 된 것에 비추어 볼 때, 훗날 관현악법에 미친 영향은 헤아릴 수 없으며, 이러한 점에서 이 작품은 가장 흥미롭다.
자필보의 첫 페이지에는 BASSI라고 쓰여진 파트가 BASSO로 정정되어 있다. 이는 비올로네가 아니라 콘트라베이스를 지정하고 있음을 나타낸다. 당시의 조현은 C-G-D의 삼현이었으며, 초연에 참여한 콘트라베이스의 명인 도메니코 드라고네티의 기예 없이는 이 작품이 성립되지 않았다고 해도 좋을 듯 하다.
| 목관악기 - 플루트 3(3번은 피콜로 겸함) - 오보에 3 - 클라리넷 3 - 바순 3(3번은 콘트라바순 겸함) 금관악기 - 호른 4 | - 트럼펫 3 - 트롬본 3 타악기 - 팀파니 현악 합주단 - 제1바이올린 - 제2바이올린 | - 비올라 - 첼로 - 콘트라베이스 |

## 악곡 구성
작품은 교향곡의 양식대로 전4악장으로 구성되어 있으며, 연주 시간은 약 35분 정도이다. 독일 음악사학자 파울 베커는 각 악장에 "몸부림"("Struggle")', "희망"("Hope"), "의심"("Doubt"), "승리"("Victory")'라는 별칭을 달았다.
전 악장을 살펴보면 베토벤이 이 작품을 하나의 주제로 주도 면밀하게 구성해 놓고 있음을 알 수 있다. 그 주제는 베토벤 생애의 후반기를 사로잡던 "고뇌를 통해 환희에 이른다"라는 말과도 일맥상통하는 "암흑에서 광명으로"라는 생각이었다. 숀버그가 "베토벤은 교향곡 5번 전체를 단 4개의 악음-주제라기 보다는 모티브에 가까운 해머의 타격 위에 구축했다"는 매우 간결한 말로 이 작품의 특징을 갈파했지만, 흔히 "운명의 동기"라고 일컫는 힘찬 4개의 음으로 시작되어 환희로 가득찬, 빛나는 마지막 악장으로 맺어지는 이 작품은, 처음에 나타난 "운명의 동기"가 제1악장에서 사라지는 것이 아니라, 제3악장, 제4악장에서도 계속 변형되어 나타나면서 전 악장을 튼튼하게 하나로 묶어주고 있다. 리츨러는 "이 교향곡은 마지막 악장을 목표로 해서 나아가고 있으며, 전체가 그렇게 되도록 구성되어 있다는 점에는 의심의 여지가 없다"고 지적하고 있다.

### 제1악장. 알레그로 콘 브리오 (Allegro con brio)
다단조, 2/4 박자, 소나타 형식(제시부 반복 지정됨).
제1악장은 동기 전개 기법이 뛰어난 베토벤의 가장 긴밀하게 구성된 작품 중 하나로, "짜자자잔", 혹은 "따다다단"이라는 유명한 동기에서 비롯된다. 이는 전악장을 통틀어 사용되는 매우 중요한 동기인데, 특히 제1악장은 악장 전체가 이 "따다다단"이라는 동기에 지배되고 있으며, 팀파니들도 시종 이 동기를 알린다.
서두의 동기는 연주가의 해석이 매우 엇갈리는 부분이다. 천천히 강조하며 연주하는 지휘자도 있고, "알레그로 콘 브리오"("힘차고 빠르게")라는 악보의 말에 따라 이 악장의 기본 템포와 거의 같은 속도로 연주하는 지휘자도 있다. 왕년의 대지휘자에게는 전자의 입장이 많아, 이 연주 스타일이 이른바 "따다다단"의 이미지를 형성했다고 생각할 수 있다. 그러나 최근에는 작곡 당시의 연주 스타일을 존중하는 입장에서 후자를 더 선호하는 추세이다. 하인리히 쉔커에 따르면, 이 8 음은 전체에서 하나의 속화음과 같은 기능을 하고 있으며, 마지막 D 음에 가장 중점을 두고 있다고 한다.
이 동기를 바탕으로 한 주제를 첫 주제로 고전적인 소나타 형식의 음악이 전개된다. 제2주제는 소나타 형식의 통례에 따라 제1주제와 대조적인 부드러운 주제가 채용되고 있다. 단, 2주제 제시의 직전에 호른이 2주제 선율의 골격을 운명의 동기 리듬으로 제시함으로서 1주제부에서 2주제부로 원활하게 연결시켜 두 주제를 통제하는 역할을 하고 있다. 또한, 제2주제에 대해서도 운명의 동기의 리듬이 대전율로서 휘감긴다.
소나타 형식에 있어서 제시부의 반복 유무는 연주가의 해석에 따라 다양하지만, 이 악장의 제시부의 반복이 생략되는 경우는 거의 없다. 예외적으로 브루노 발터가 반복없이 연주하는 것 외에 아르투로 토스카니니의 방송 녹음 중에도 반복 없는 연주가 있다.
제시부에서는 제2주제가 제시되기 직전에 다단조의 주화음(C, Es, G)에서 C, Es, Ges, A로 이루어진 감칠화음으로 이행하고, 이것이 내림마장조의 도펠 도미넌트로서의 기능을 하며 내림마장조의 속화음으로 해결되고, 제2주제가 다단조의 평행 장조의 내림마장조로 드러내어진다. 재현부에 해당하는 부분에서는, 다단조의 주화음(C, Es, G)에서 같은 감칠화음으로 이행하지만, Ges가 이명동성의 Fis로 표기되어, 이번에는 이것이 다장조의 도펠 도미넌트로서의 기능을 하며 다장조의 속화음으로 해결되고, 제2주제가 다단조의 동주조, 다장조로 재현된다.

### 제2악장. 안단테 콘 모토 (Andante con moto)
내림가장조, 3/8 박자, 변주곡 형식. AB-A'-BA"-B'-A'"-A""-코다로 이루어진 완서악장.
A(제1주제)는 비올라와 첼로로부터 나오는 부드러운 것이다. B(제2주제)는 목관, 이어 금관으로부터 나오는 힘찬 것이다. A'에서 16분음표로 분해된 제1주제는, A"에서 한층 더 32분음표로 분해되어, 그 흐름을 타고 하나의 고비를 쌓은 후, 목관에 의한 경과구가 더해진다. 단축된 B'를 거쳐, A'에서는, 내림가단조가 되어 목관으로부터 나오고, 계속되는 A'의 전주로 제1주제의 변주는 클라이막스를 맞이한다. 피우모소에서 구보를 해 코다에 들어가지만, 곧이어 아템포가 되어 첫 주제인 결미부에서 과감히 조여진다.
변주의 명수였던 베토벤은 부드러움부터 강력함까지, 주제에 숨겨진 요소를 교묘하게 끄집어내고 있다. 같은 시기에 쓰인 《피아노 소나타 23번 "열정"》에서도 중간의 완서악장에서 유려한 변주곡이 나타나고 있는데, 필치의 공통점을 읽을 수 있다.
또한, 다단조의 작품 완서악장에 내림가장조를 선택하는 것은 베토벤의 음악에서는 흔히 볼 수 있는 일로, 《피아노 소나타 8번 "비창"》의 제2악장이 가장 많이 유명하고, 《바이올린 소나타 7번》에서도 볼 수 있다.
보기에 따라서는 소나타 형식의 요소도 지적된다. 상기 A-B-A'-B는 제시부와 그 반복, A"-B"가 자유로운 전개부, 그리고 A"-A"""는 B를 제외한 재현부이다.
이중변주곡 형식은 나중에 《교향곡 9번 "합창"》 제3악장에서도 이용되고 있다.

### 제3악장. 알레그로. 아타카 (Allegro. atacca)
다단조, 3/4 박자, 복합세도막 형식이며, 스케르초-트리오-스케르초-코다의 구성을 취한다.
첼로와 콘트라베이스에 의한 저음에서의 분산화음 뒤에 호른에 의해 제시되는 스케르초의 주제는 "운명의 주제" 첫머리의 쉼표를 제거하고 스케르초의 3박자에 꼭 잘 들어맞춘 것 같은 모양이 되고 있다. 트리오에서는 다장조로 돌아서고, 첼로와 콘트라베이스가 트리오의 주제를 제시한 후 다른 악기가 겹쳐가는 푸가 형식을 취하고 있다. 트리오 뒤 다시 스케르초로 돌아와 섬뜩한 코다에서 아타카, 그리고 다음 악장으로 이어진다. 베를리오즈는 이 악장의 트리오 부분을 "코끼리 춤"이라고 형용하였다. 또 연주회에서 이 곡을 들은 어린 시절의 슈만은 섬뜩한 코다 부분에 다다랐을 때, 동반하고 있었던 어른에게 "너무 무섭다"고 말했다고 전해진다.
한편, 주부와 트리오에 반복 지시가 있는 판도 있어, 지시에 따라 반복 연주되는 경우도 있다. 1968년 피에르 불레즈가 그의 제자 클라우스 카니지우스의 조언을 받아 제3악장 트리오의 뒤 "다 카포"("처음부터 반복")를 행하는 5부 형식을 취한 녹음을 했으며, 1977년에는 페터스 사로부터 다 카포를 채용한 피터 귈케 교정의 신판이 출간되어 있다. 이것은 초판 파트보에 단편적으로 남아 있는 음형을 바탕으로 한 것이지만, 초판 간행 후에 작성된 필사 자료가 "다 카포" 없이 되어 있는 것이나 베토벤이 "다 카포"의 삭제를 지시한 서한도 남아 있기 때문에, 1990년대 들어 간행된 브라이트코프 운트 헤르텔 출판사의 클라이브 브라운 교정, 조나단 델 마르 교정의 원전판에서도 "애드리브"("선택")로 되어 있고, 2013년의 새 전집판에서도 괄호가 포함되고 있다. 다만, 프란츠 리스트에 의한 피아노 편곡판을 연주한 글렌 굴드를 비롯해 드라호슈, 노링턴, 호그우드, 아르농쿠르, 델 마르 판 사용이라고 이름을 붙인 데이비드 진먼 등의 반복 사용 연주가 CD로 되고 있는 케이스는 여러 개 있다.

### 제4악장. 알레그로 - 프레스토 (Allegro - Presto)
다장조, 4/4 박자, 소나타 형식(제시부 반복 지정됨). 제3악장부터 계속해서 연주된다
이 악장에서는 악기 편성에 피콜로, 콘트라바순, 트롬본이 더해진다. 이로 인해 색채적인 관악기가 증강되어 다른 악장에 비해 울림이 매우 화려해지고 있다. 첫 번째 주제는 도미솔의 분산화음을 바탕으로 구성된 단순한 것이다. 두 번째 주제는 "운명의 동기"를 이용한 것이고, 이어지는 소결미 주제는 힘찬 것이다. 전개부는 제2주제로 시작해, 새로운 동기도 더해져, 짧지만 충실한 내용을 담고 있다. 이후 제3악장이 회상되다가 다시 밝은 재현부로 들어가 본 모습 그대로의 재현 후 제2의 전개부 양상을 띠는 장대한 코다로 들어간다. 코다에서는 가속되어 "암흑에서 광명으로"에 있어서의 "광명"의 절정에서 화려하게 곡을 닫는다. 이 교향곡은 베토벤의 다른 교향곡들과는 다르게, 집요하게 다짐을 하며, 그의 교향곡 중 유일하게 "짠" 하고 페르마타 음으로 끝난다.

## "운명"이라는 별칭에 관하여
《운명》(혹은 《운명 교향곡》)이라는 별칭은 일본에서 붙여진 것으로, 동양권에서는 널리 쓰이고 있으나 다른 곳에서는 곡 자체가 그러한 별칭으로 불리는 일은 적다. 하지만 그 별칭이 붙여진 사연은 많이 알려져 있다. 베토벤이 죽고 나서 몇 년 후 그의 비서였던 안톤 쉰들러는 다음과 같이 썼다: "그는 작품의 깊이에 다가갈 수 있는 실마리를 주었는데, 하루는 그가 필자가 바라보는 가운데 1악장의 첫머리를 가리키며 그의 작품의 악상에 대해 이렇게 표현했다. "운명은 이처럼 문을 두드린다!""
쉰들러가 쓴 베토벤의 삶에 대한 모든 기록은 전문가들에게는 중요하게 받아들여여지지 않고 있으며, 대부분 쉰들러가 낭만적으로 비화시킨 관점으로 작곡가를 바라보았다는 의견이 많다(예를 들면 그가 쓴 베토벤의 대화록은 전부 날조된 것으로 여겨진다.) 따라서 위 기록이 쉰들러가 꾸며낸 얘기인지는 알 수 없으나, 그 가능성은 크다. 같은 주제에 대한 다른 이야기가 있다.
“그 작은 음형은 베토벤이 빈의 프라터 공원을 지날 때 들은 노랑촉새의 노랫소리에서 나왔다.” - 베토벤의 제자 카를 체르니
“대중은 노랑촉새와 문을 두드리는 운명 가운데 좀 더 극적인 이야기를 선택했지만, 체르니의 주장은 꾸며냈을 가능성이 너무 적다.” - 홉킨스
엘리자베스 슈웜 글레스너는 "베토벤이 성가시게 묻는 사람들에게 별 도움이 될 말을 하지 않은 것으로 전해진다"라며 위의 이야기들에 대해 논박했다.

## 평가 및 영향
《교향곡 5번》만큼 인간이 지닌 희로애락의 감정을 가식 없이 솔직하고 선명하게 돋보여 준 음악이란 달리 없다고 여겨진다. 유명한 지휘자는 거의 모두가 이 작품을 녹음하고 있다. 비록 이 작품은 초연에는 실패했지만, 평가는 곧 높아져 여러 오케스트라의 레퍼토리로 확립되었다. 또, 후세 작곡가들에게도 큰 영향을 미쳐 브람스(교향곡 3번에서 현저하게 나타남)과 같은 형식미를 중요시하는 고전주의적 작곡가뿐 아니라 베를리오즈, 브루크너, 말러 같은 작곡가들도 큰 영향을 받고 있다.
베토벤 이후로 "5"라는 숫자는 작곡가들에게 제일 중요한 의미를 갖는 번호가 되었고, 후세의 교향곡 작곡가들은 한결같이 제5교향곡에서 걸작을 남겼다. 특히 브루크너, 차이코프스키, 말러, 시벨리우스, 쇼스타코비치, 프로코피에프, 본 윌리엄스 등의 작품은 유명하고 명작으로 꼽힌다.
작곡가 슈만은 베토벤의 《교향곡 5번》을 듣고 "아무리 들어도 마치 자연 현상처럼 존경심과 경탄을 계속 자아낸다. 이 교향곡은 음악의 세계가 계속되는 한 몇 세기든지 길이 남을 것이다"라고 말한 바 있다.
1977년에 미국 항공 우주국이 발사한 보이저 1호와 보이저 2호에는 우주인에게 보내는 구리제의 레코드(보이저 금제 음반)가 실려 있는데, 이 작품의 제1악장도 수록되어 있다.

## 동일 소재 음악
- 브람스 교향곡 3번 : 요하네스 브람스의 3번째 교향곡.

## 같이 보기
- 교향곡 3번 (브람스)